# Meridiaankogels

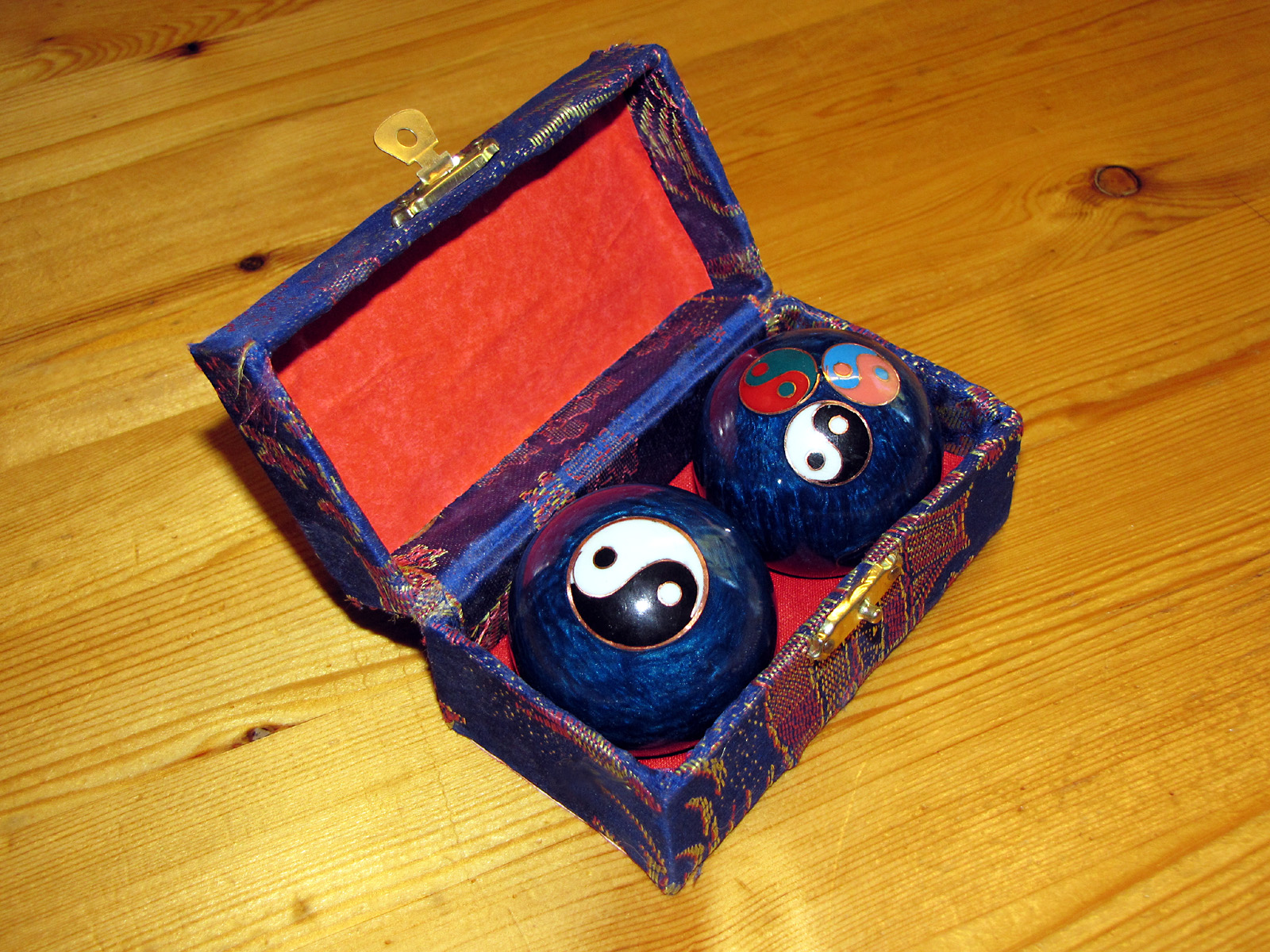
Meridiaankogels in een doosje

Meridiaankogels zijn uit China afkomstige massagekogels. Ze staan bekend als een van de "drie schatten van Boading" uit de provincie Hebei. Ze werden voor het eerst vervaardigd ten tijde van de Mingdynastie (1368-1644). Oorspronkelijk waren het massieve metalen kogels. Ze worden altijd per twee geleverd. Later maakte men de kogels hol met binnenin een belletje: een hoge en een lage per set.

## Werking volgens de Jingluo-theorie
De werking van meridiaankogels is gebaseerd op de klassieke Chinese geneeskunde. Volgens de Jingluo-theorie zijn de vingertoppen door middel van energiebanen - meridianen - verbonden met hart, nekwervels en andere vitale organen. Door deze banen stroomt de levensenergie: "qi". Op de meridianen bevinden zich diverse acupunctuurpunten. Door deze punten te stimuleren bevorder je de energiestroom, wat een genezende werking zou hebben. De bloedsomloop wordt bevorderd en de spieren worden soepeler.

## Gebruik van de kogels
Je gebruikt de kogels door ze allebei in de handpalm te houden en ze m.b.v de vingers om elkaar heen te laten draaien. De kogels moeten elkaar continu raken! Laat de kogels afwisselend linksom en rechtsom draaien. Meridiaankogels zijn verkrijgbaar in verschillende maten. Als je begint (of kleine handen hebt) is het aan te raden om een kleine maat te nemen. Gevorderden gebruiken de grotere of kunnen zelfs drie of vier kogels tegelijk gebruiken. Voor een goede werking wordt aanbevolen om de meridiaankogels iedere dag een tijd te gebruiken.